# Reprezentacja Włoch w piłce nożnej mężczyzn
Reprezentacja Włoch w piłce nożnej (wł. Nazionale di calcio maschile dell’Italia) – zespół piłkarski, reprezentujący Republikę Włoską w meczach i sportowych imprezach międzynarodowych, powoływany przez selekcjonera, w którym mogą występować zawodnicy posiadający obywatelstwo włoskie. Za jego funkcjonowanie odpowiedzialny jest Federazione Italiana Giuoco Calcio.

## Historia
Włosi osiemnastokrotnie brali udział w Mistrzostwach Świata (1934 – gospodarz, 1938, 1950, 1954, 1962, 1966, 1970, 1974, 1978, 1982, 1986, 1990 – gospodarz, 1994, 1998, 2002, 2006, 2010, 2014). Zwyciężyli w nich czterokrotnie (1934, 1938, 1982, 2006), dwukrotnie zajęli drugie miejsce (1970, 1994), a raz trzecie (1990). Z kolei w Mistrzostwach Europy grali dziesięciokrotnie (1968 – gospodarz, 1980, 1988, 1996, 2000, 2004, 2008, 2012, 2016, 2020) triumfując w nich dwukrotnie (1968, 2020), dwukrotnie zajęli w nich drugie miejsce (2000, 2012), a raz trzecie (1988).
Pierwszym poważnym sukcesem był brązowy medal na Igrzyskach Olimpijskich w Amsterdamie w 1928. Włochy nie uczestniczyły w pierwszych finałach w 1930. Jednak w kolejnych (1934, gdzie byli gospodarzami) pokonali w finale Czechosłowację po dogrywce 2:1, zdobywając Złotą Nike. Kolejny tytuł mistrzowski wygrali na kolejnym mundialu w 1938, po finałowym zwycięstwie nad Węgrami 4:2. Do obu tryumfów reprezentację Włoch poprowadził trener Vittorio Pozzo, który pozostaje jedynym selekcjonerem któremu udała się ta sztuka. W międzyczasie Włochy zdobyły złoty medal na Igrzyskach Olimpijskich w Berlinie w 1936.
Po II wojnie światowej Włosi nie byli tak skuteczni. W 1949 w katastrofie lotniczej koło Turynu zginęła niemal cała drużyna Torino FC. Ta tragedia miała kolosalny wpływ na drużynę narodową, ponieważ aż 10 piłkarzy z Torino grało w podstawowym składzie reprezentacji. Wydarzenie to znalazło odzwierciedlenie w wynikach Azzurich. Na mundialach w 1950 i 1954 Włosi odpadali już po fazie grupowej, zaś na turniej w 1958 roku nie awansowali w ogóle. Kolejne turnieje w Chile i Anglii ponownie kończyły się dla Włochów już na fazie grupowej.

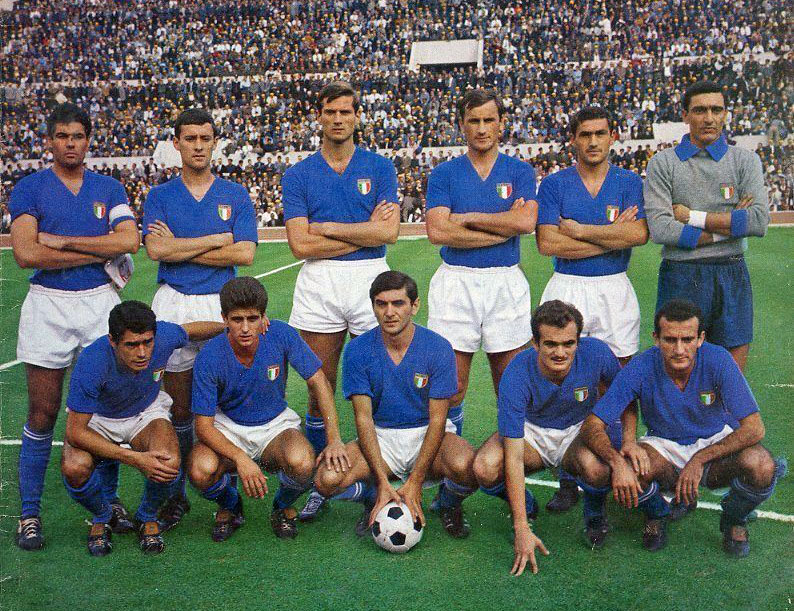
Włochy w 1965 r.

Lepsze czasy dla włoskiej reprezentacji nadeszły dopiero pod koniec lat 60. XX wieku. W 1968 na własnych boiskach Italia zdobyła upragnione mistrzostwo Europy, pokonując w finale Jugosławię. Kolejnym sukcesem okazał się występ na mundialu w 1970, gdzie Włosi dotarli do finału, przegrywając jednak z Brazylią aż 1:4. Po tych osiągnięciach znowu nadeszły lata upokorzeń – na ME 1972 i 1976 Włosi nie awansowali, zaś na mundialu w Niemczech 1974 odpadli już w fazie grupowej. Ponownie im bliżej końca dekady, tym lepsze wyniki Włochów – dobrze zaprezentowali się już na MŚ 1978 oraz podczas ME 1980 (tutaj ponownie w roli gospodarza), zajmując czwarte miejsca. Wreszcie w 1982 Włochy zdobyły trzeci tytuł mistrzów świata, pokonawszy w finale mundialu RFN 3:1. 

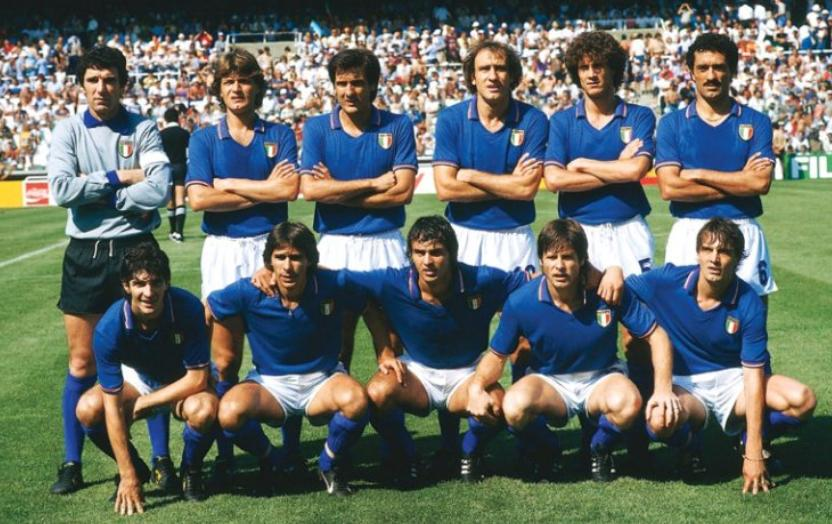
Włochy na MŚ 1982

Po zwycięstwie zaczęły się słabsze lata – Włochy nie zakwalifikowały się do ME w 1984, zaś na MŚ 1986 odpadły w drugiej rundzie przegrywając z Francją. Reprezentacja lepiej zaprezentowała się podczas ME 1988, przegrywając dopiero w półfinale z ZSRR. W 1990 Włochy po raz kolejny – i jak dotąd ostatni – były organizatorem wielkiego turnieju. Po dramatycznym boju w półfinale przegrali z Argentyną po rzutach karnych, lecz po wygranej z Anglią udało się wywalczyć trzecie miejsce, a tym samym jedyne – jak dotąd – brązowe medale mistrzostw świata. Kolejne lata to swoista sinusoida – na ME 1992 Włosi nie awansowali. Jednak na mundialu w USA '94 dzięki pomysłowi taktycznemu Sacchiego, ponownie walczyli o najwyższe cele. Przegrali dopiero w finale z Brazylią po rzutach karnych (po 120 minutach bezbramkowy remis). Po tym medalu, nadszedł kolejny słaby występ na EURO 96 – pechowe odpadnięcie już w fazie grupowej, pomimo tej samej liczby punktów, co awansujący Czesi.
Liga włoska skupiała najlepszych piłkarzy z całego świata, a włoskie kluby regularnie zdobywały europejskie puchary w latach 90. XX wieku. Reprezentacja Włoch była jednak ciągle niespełniona. Szansa na sukces pojawiła się pod wodzą C. Maldiniego w 1998 podczas mundialu we Francji, gdzie Włosi należeli do jednych z faworytów turnieju. Swój występ zakończyli jednak w ćwierćfinale, gdzie przegrali po rzutach karnych z gospodarzami – późniejszymi mistrzami świata. Francuzi stali się przekleństwem Włochów także na kolejnym turnieju, ME 2000. Squadra Azzurra grała w specyficzny dla siebie sposób, bowiem D. Zoff preferował zachowawczy i destrukcyjny styl gry. W dramatycznych okolicznościach udało im się wyeliminować po rzutach karnych w półfinale rozpędzonych współgospodarzy turnieju, Holendrów. Jeszcze większe emocje nastąpiły jednak w końcowej fazie meczu finałowego, gdzie Italia straciła prowadzenie dosłownie w ostatnich sekundach meczu, zaś w dogrywce Francuzi strzelili „złotego gola”, wydzierając w ten sposób Włochom niemal pewne mistrzostwo kontynentu.
Pod wodzą G. Trapattoniego na MŚ 2002 Włosi odpadli już w 1/8 finału po meczu z gospodarzami, Koreą Płd. Mecz ten przeszedł do historii MŚ, jako jeden z najbardziej kontrowersyjnych, ze względu na jednostronne decyzje arbitra, Ekwadorczyka Moreno. Podyktował on wątpliwy rzut karny dla Korei, nie uznał on dwóch prawidłowo strzelonych przez Włochów goli oraz pokazał Tottiemu drugą żółtą (czerwoną) kartkę za to, że ten... został sfaulowany w polu karnym. W końcowej fazie dogrywki Korea zdobyła decydującą „złotą” bramkę i awansowała dalej. Włoskie media nie kryły oburzenia, doszukując się po latach dowodów na ustawienie całego meczu nawet wśród działaczy FIFA.
Na Mistrzostwach Europy dwa lata później w Portugalii, Włochy nie wyszły z grupy, wyprzedzając w grupie jedynie Bułgarię. Tutaj kontrowersje wzbudził remis w starciu grupowych rywali – Szwedów i Duńczyków – który kosztem Włochów zapewnił awans obu tym drużynom. Dwa miesiące później na Igrzyskach Olimpijskich w Atenach młodzi Włosi zajęli trzecie miejsce.

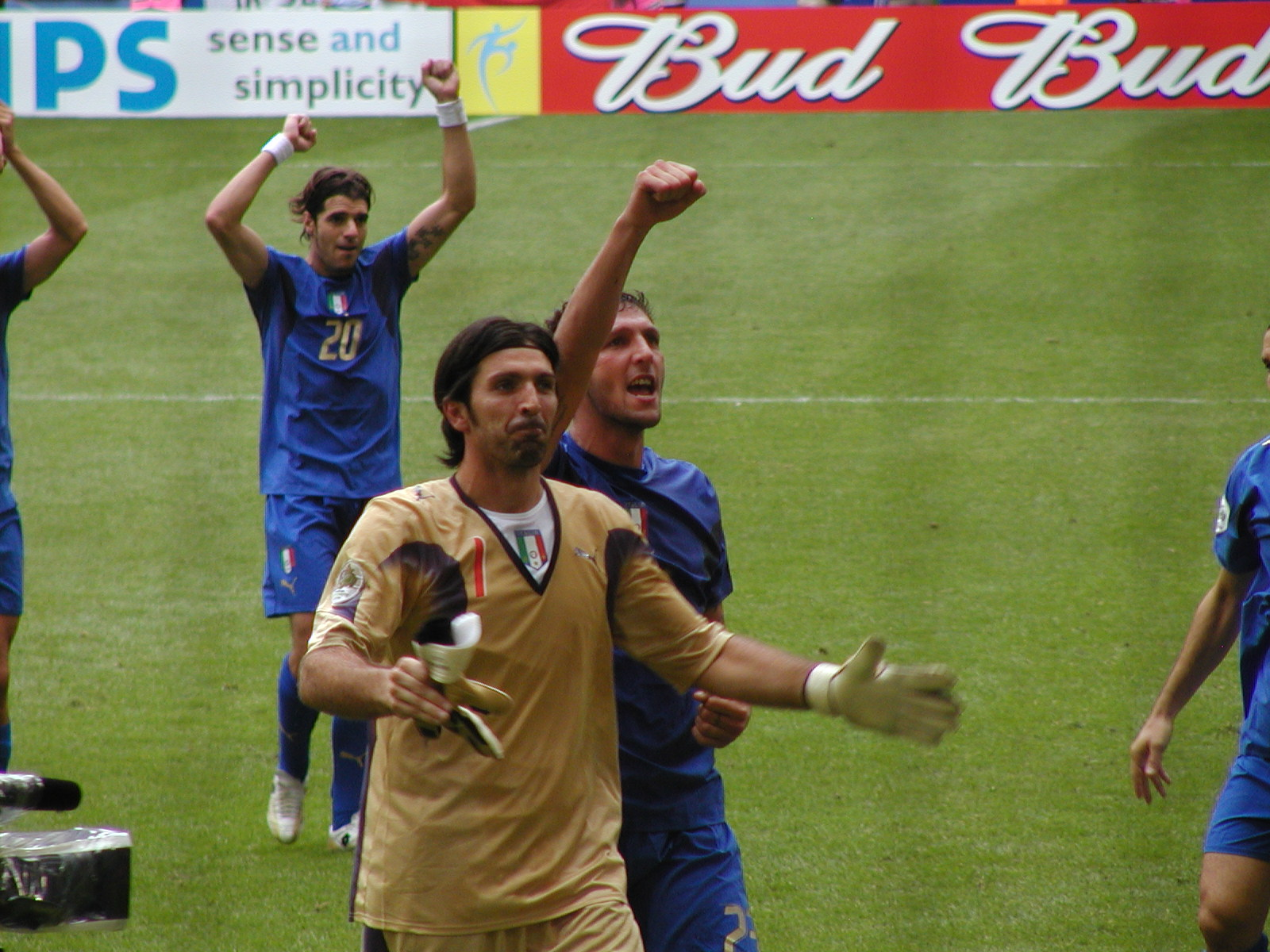
Gianluigi Buffon – rekordzista pod względem występów w reprezentacji Włoch i jej wieloletni kapitan. W tle m.in.: M. Materazzi i S. Perrotta podczas MŚ 2006.

Po latach upokorzeń Mundial 2006 okazał się wielkim sukcesem prowadzonych przez Marcello Lippiego Azzurich. Eliminując po drodze m.in.: USA, Czechy, Ukrainę i Niemcy, spotkali się w finale z dobrze już znaną Francją. Po dramatycznym starciu w Berlinie Włosi wygrali rzuty karne 5:3 i zdobyli upragniony, czwarty tytuł mistrzów świata.
Na ME 2008, stawiani w gronie ścisłych faworytów Włosi spisali się poniżej oczekiwań – odpadli w ćwierćfinale po przegranej w rzutach karnych z Hiszpanami, późniejszymi tryumfatorami. Po turnieju zwolniono trenera Donadoniego, a do pracy z kadrą powrócił ojciec sukcesu sprzed dwóch lat – Marcello Lippi.
Azzurri pod wodzą Lippiego zagrali na dwóch ważnych turniejach – Pucharze Konfederacji 2009 i MŚ 2010. Przygodę na obu zakończyli sensacyjnie już w fazie grupowej. Po tym drugim turnieju nowym selekcjonerem Italii został dotychczasowy szkoleniowiec Fiorentiny, Cesare Prandelli. Pod jego wodzą Włosi na ME 2012 pokonali m.in. Anglików i jednego z faworytów tych Mistrzostw, Niemców. W finale w Kijowie przegrali jednak z Hiszpanami aż 0:4.
Podczas PK 2013 Włosi w półfinale ponownie nie sprostali Hiszpanii, przegrywając ten mecz dopiero po serii rzutów karnych stosunkiem 6:7. W meczu o trzecie miejsce również w rzutach karnych okazali się lepsi od zespołu Urugwaju. Mistrzostw Świata 2014 po raz kolejny okazały się klęskę Włochów. Zwyciężyli 2:1 z Anglią, lecz przegrali kolejne dwa mecze (dwukrotnie po 0:1) z Kostaryką i Urugwajem, odpadając po raz drugi z rzędu na mundialu już fazie grupowej. Po ostatnim meczu przeciwko Urugwajczykom Prandelli podał się do dymisji, a wraz z nim do dymisji podał się również prezes krajowej federacji piłkarskiej Giancarlo Abete.
Stanowisku selekcjonera włoskiej kadry przejął dotychczasowy trener Juventusu, legenda tego klubu, Antonio Conte. Skutecznie poprowadził on drużynę Italii w eliminacjach do ME 2016. Włosi wygrali w grupie siedem spotkań: dwukrotnie z Norwegią (2:0 i 2:1), Azerbejdżanem (2:1 i 3:1), Maltą (oba mecze po 1:0) i raz z Bułgarią (1:0), trzy zremisowali: z Chorwacją (dwukrotnie 1:1) i raz z Bułgarią (2:2), nie ponosząc ani jednej porażki. Z dorobkiem 24 punktów zajęli pierwsze miejsce w grupie, co dało im bezpośredni awans na turniej. Na Euro 2016 Włochy po dwóch zwycięstwach (niespodziewane 2:0 Belgią i wymęczone 1:0 ze Szwecją) oraz jednej porażce (0:1 w ostatnim meczu z Irlandią) wyszły z grupy z pierwszego miejsca. W 1/8 finału zmierzyły się na faworyzowaną Hiszpanii, z którą wygrały pewnie 2:0 dzięki trafieniom Chielliniego i Pellè, lecz w ćwierćfinale zmierzyli się z reprezentacją Niemiec, z którymi Włosi przegrali w rzutach karnych 5:6 (po 120 minutach remis 1:1), odpadając tym samym z turnieju. Po tych mistrzostwach Antonio Conte przestał być selekcjonerem reprezentacji Włoch – zastąpił go Giampiero Ventura.
W eliminacjach do MŚ 2018 Włosi rywalizowali z Hiszpanią, Albanią, Izraelem, Macedonią i Liechtensteinem. Zajęli w niej drugie miejsce z dorobkiem 23 punktów po siedmiu zwycięstwach, dwóch remisach i porażce w dziesięciu spotkaniach. Dało to prawo do udziału w meczach barażowych, gdzie Azzurri mierzyli się z reprezentacją Szwecji. Po porażce w pierwszym meczu w Sztokholmie 0:1, w rewanżu na San Siro w Mediolanie padł bezbramkowy remis. Tym samym Włosi sensacyjnie nie awansowali na mundial po raz pierwszy od 1958 roku. W następstwie tego wydarzenia Gianluigi Buffon, Giorgio Chiellini, Daniele De Rossi i Andrea Barzagli zakończyli kariery reprezentacyjne, a dotychczasowy selekcjoner Italii Giampiero Ventura został zwolniony. Od lutego do maja 2018 kadrę Azzurrich tymczasowo prowadził dotychczasowy trener młodzieżówki, Luigi Di Biagio. Ostatecznie zastąpił go Roberto Mancini, były szkoleniowiec m.in. S.S. Lazio, Interu, Manchester City, Galatasaray SK i Zenitu.
24 stycznia 2018 roku w Lozannie odbyło się losowanie grup nowo powstałej Ligi Narodów UEFA. Włosi znaleźli się w Dywizji A w grupie trzeciej razem z Portugalią oraz Polską. We wrześniu zaledwie zremisowali z Polską 1:1, a kilka dni później przegrali z Portugalią 0:1. W pierwszych pięciu spotkaniach z Mancini w roli selekcjonera, Włochy odniosły tylko jedno zwycięstwo z Arabią Saudyjską (towarzysko), zremisowali z Holandią (towarzysko) i Polską (LN) oraz przegrali z Francją (towarzysko) i Portugalią (LN).
Podczas meczu otwarcia Euro 2020 w czerwcu 2021, wygrywając z Turcją 3:0 Włosi ustanowili nowy rekord świata wśród reprezentacji narodowych – 9 wygranych meczów z rzędu bez straty gola.
11 lipca 2021 roku w Londynie na Stadionie Wembley Włosi zagrali w finale Mistrzostw Europy 2020 i wygrali z Anglią w rzutach karnych 3:2 po remisie 1:1.

## Udział w międzynarodowych turniejach

### Igrzyska olimpijskie
| 1900 | Nie brała udziału       | Nie brała udziału       |
| 1904 | Nie brała udziału       | Nie brała udziału       |
| 1908 | Nie brała udziału       | Nie brała udziału       |
| 1912 | –                       | Pierwsza runda          |
| 1920 | –                       | Ćwierćfinał             |
| 1924 | –                       | Ćwierćfinał             |
| 1928 | –                       | III miejsce             |
| 1936 | –                       | Mistrzostwo             |
| 1948 | –                       | Ćwierćfinał             |
| 1952 | –                       | 1/8 finału              |
| 1956 | Nie brała udziału       | Nie brała udziału       |
| 1960 | Gospodarz               | IV miejsce              |
| 1964 | Awans                   | Rezygnacja              |
| 1968 | Rezygnacja              | Rezygnacja              |
| 1972 | Nie zakwalifikowała się | Nie zakwalifikowała się |
| 1976 | Nie brała udziału       | Nie brała udziału       |
| 1980 | Nie zakwalifikowała się | Nie zakwalifikowała się |
| 1984 | Awans                   | IV miejsce              |
| 1988 | Awans                   | IV miejsce              |
| 1992 | Awans                   | Ćwierćfinał             |
| 1996 | Awans                   | Faza grupowa            |
| 2000 | Awans                   | Ćwierćfinał             |
| 2004 | Awans                   | III miejsce             |
| 2008 | Awans                   | Ćwierćfinał             |
| 2012 | Nie zakwalifikowała się | Nie zakwalifikowała się |
| 2016 | Nie zakwalifikowała się | Nie zakwalifikowała się |
| 2020 | Nie zakwalifikowała się | Nie zakwalifikowała się |
| 2024 | Nie zakwalifikowała się | Nie zakwalifikowała się |

### Mistrzostwa świata
| 1930 | Nie brała udziału       | Nie brała udziału       |
| 1934 | Gospodarz               | Mistrzostwo             |
| 1938 | Awans                   | Mistrzostwo             |
| 1950 | Awans                   | Faza grupowa            |
| 1954 | Awans                   | Faza grupowa            |
| 1958 | Nie zakwalifikowała się | Nie zakwalifikowała się |
| 1962 | Awans                   | Faza grupowa            |
| 1966 | Awans                   | Faza grupowa            |
| 1970 | Awans                   | II miejsce              |
| 1974 | Awans                   | Faza grupowa            |
| 1978 | Awans                   | IV miejsce              |
| 1982 | Awans                   | Mistrzostwo             |
| 1986 | Awans                   | 1/8 finału              |
| 1990 | Gospodarz               | III miejsce             |
| 1994 | Awans                   | II miejsce              |
| 1998 | Awans                   | Ćwierćfinał             |
| 2002 | Awans                   | 1/8 finału              |
| 2006 | Awans                   | Mistrzostwo             |
| 2010 | Awans                   | Faza grupowa            |
| 2014 | Awans                   | Faza grupowa            |
| 2018 | Nie zakwalifikowała się | Nie zakwalifikowała się |
| 2022 | Nie zakwalifikowała się | Nie zakwalifikowała się |

### Mistrzostwa Europy
| 1960 | Nie brała udziału       | Nie brała udziału       |
| 1964 | Nie zakwalifikowała się | Nie zakwalifikowała się |
| 1968 | Gospodarz               | Mistrzostwo             |
| 1972 | Nie zakwalifikowała się | Nie zakwalifikowała się |
| 1976 | Nie zakwalifikowała się | Nie zakwalifikowała się |
| 1980 | Gospodarz               | IV miejsce              |
| 1984 | Nie zakwalifikowała się | Nie zakwalifikowała się |
| 1988 | Awans                   | Półfinał                |
| 1992 | Nie zakwalifikowała się | Nie zakwalifikowała się |
| 1996 | Awans                   | Faza grupowa            |
| 2000 | Awans                   | II miejsce              |
| 2004 | Awans                   | Faza grupowa            |
| 2008 | Awans                   | Ćwierćfinał             |
| 2012 | Awans                   | II miejsce              |
| 2016 | Awans                   | Ćwierćfinał             |
| 2020 | Awans                   | Mistrzostwo             |
| 2024 | Awans                   | 1/8 finału              |
| 2028 |                         |                         |
| 2032 | Gospodarz               |                         |

## Selekcjonerzy reprezentacji Włoch od lat 80.
| Trener              | Data zatrudnienia   | Data rezygnacji      | LM | Z  | R  | P  |
| ------------------- | ------------------- | -------------------- | -- | -- | -- | -- |
| Enzo Bearzot        | 8 października 1977 | 17 czerwca 1986      | 88 | 40 | 26 | 22 |
| Azeglio Vicini      | 8 października 1986 | 12 października 1991 | 54 | 32 | 15 | 7  |
| Arrigo Sacchi       | 13 listopada 1991   | 6 listopada 1996     | 53 | 34 | 11 | 8  |
| Cesare Maldini      | 22 stycznia 1997    | 31 lipca 1998        | 20 | 10 | 8  | 2  |
| Dino Zoff           | 1 sierpnia 1998     | 4 lipca 2000         | 23 | 11 | 7  | 5  |
| Giovanni Trapattoni | 6 lipca 2000        | 15 lipca 2004        | 44 | 25 | 12 | 7  |
| Marcello Lippi      | 16 lipca 2004       | 12 lipca 2006        | 29 | 18 | 9  | 2  |
| Roberto Donadoni    | 13 lipca 2006       | 24 czerwca 2008      | 23 | 13 | 5  | 5  |
| Marcello Lippi      | 24 czerwca 2008     | 1 lipca 2010         | 25 | 11 | 10 | 4  |
| Cesare Prandelli    | 1 lipca 2010        | 24 czerwca 2014      | 56 | 25 | 14 | 17 |
| Antonio Conte       | 14 lipca 2014       | 2 lipca 2016         | 25 | 14 | 6  | 5  |
| Giampiero Ventura   | 15 lipca 2016       | 15 listopada 2017    | 16 | 9  | 4  | 3  |
| Luigi Di Biagio     | 2 lutego 2018       | 14 maja 2018         | 2  | 0  | 1  | 1  |
| Roberto Mancini     | 14 maja 2018        | 12 sierpnia 2023     | 21 | 14 | 5  | 2  |

## Mistrzowie Świata w 2006
Trener:  Marcello Lippi

## Obecny skład
Kadra na mecze Mistrzostw Europy 2020. Występy i gole aktualne na 17 czerwca 2021.
| Nr         | Imię i nazwisko       | Data urodzenia       | Występy   | Gole      | Klub                |
| Bramkarze  | Bramkarze             | Bramkarze            | Bramkarze | Bramkarze | Bramkarze           |
| ---------- | --------------------- | -------------------- | --------- | --------- | ------------------- |
| 1          | Salvatore Sirigu      | 12 stycznia 1987     | 24        | 0         | Torino              |
| 12         | Alessio Cragno        | 28 czerwca 1994      | 1         | 0         | Cagliari            |
| 21         | Gianluigi Donnarumma  | 25 lutego 1999       | 28        | 0         | Paris Saint-Germain |
| 26         | Alex Meret            | 22 marca 1997        | 2         | 0         | SSC Napoli          |
| Obrońcy    |                       |                      |           |           |                     |
| 2          | Giovanni Di Lorenzo   | 4 sierpnia 1993      | 8         | 0         | SSC Napoli          |
| 3          | Giorgio Chiellini     | 14 sierpnia 1984     | 109       | 8         | Juventus            |
| 4          | Leonardo Spinazzola   | 25 marca 1993        | 16        | 0         | AS Roma             |
|            | Danilo D’Ambrosio     | 9 września 1988      | 5         | 0         | Inter Mediolan      |
|            | Gianluca Mancini      | 17 kwietnia 1996     | 5         | 0         | AS Roma             |
| 15         | Francesco Acerbi      | 10 lutego 1988       | 14        | 1         | Lazio               |
| 16         | Alessandro Florenzi   | 11 marca 1991        | 44        | 2         | AS Roma             |
| 19         | Leonardo Bonucci      | 1 maja 1987          | 104       | 7         | Juventus            |
|            | Cristiano Biraghi     | 1 września 1992      | 9         | 1         | Fiorentina          |
|            | Mattia Caldara        | 5 maja 1994          | 2         | 0         | Atalanta            |
| 13         | Emerson Palmieri      | 3 sierpnia 1994      | 6         | 0         | Olympique Lyon      |
| 23         | Alessandro Bastoni    | 13 kwietnia 1999     | 4         | 0         | bez klubu           |
|            | Davide Calabria       | 6 grudnia 1996       | 1         | 0         | A.C. Milan          |
| 25         | Rafael Tolói          | 10 października 1990 | 4         | 0         | Atalanta            |
|            | Gian Marco Ferrari    | 15 lutego 1992       | 1         | 1         | bez klubu           |
| Pomocnicy  |                       |                      |           |           |                     |
| 16         | Bryan Cristante       | 3 marca 1995         | 12        | 0         | AS Roma             |
| 7          | Lorenzo Pellegrini    | 19 czerwca 1996      | 14        | 1         | AS Roma             |
| 8          | Jorginho              | 20 grudnia 1991      | 30        | 5         | Chelsea             |
|            | Nicolò Zaniolo        | 2 lipca 1999         | 7         | 2         | AS Roma             |
| 18         | Nicolò Barella        | 7 lutego 1997        | 25        | 5         | Inter Mediolan      |
| 5          | Manuel Locatelli      | 8 stycznia 1998      | 11        | 3         | Sassuolo            |
|            | Giacomo Bonaventura   | 22 sierpnia 1989     | 14        | 0         | Fiorentina          |
|            | Roberto Gagliardini   | 7 kwietnia 1994      | 6         | 0         | Inter Mediolan      |
|            | Stefano Sensi         | 5 sierpnia 1995      | 4         | 2         | Inter Mediolan      |
| 6          | Marco Verratti        | 5 listopada 1992     | 4         | 0         | Paris Saint-Germain |
| 20         | Federico Bernardeschi | 16 lutego 1994       | 6         | 1         | Juventus            |
| 12         | Matteo Pessina        | 21 kwietnia 1997     | 5         | 2         | Atalanta            |
|            | Vincenzo Grifo        | 7 kwietnia 1993      | 2         | 0         | SC Freiburg         |
|            | Gaetano Castrovilli   | 17 lutego 1997       | 1         | 0         | Fiorentina          |
| Napastnicy |                       |                      |           |           |                     |
| 9          | Andrea Belotti        | 20 grudnia 1993      | 34        | 12        | Torino              |
| 10         | Lorenzo Insigne       | 4 czerwca 1991       | 43        | 9         | SSC Napoli          |
| 14         | Federico Chiesa       | 25 października 1997 | 27        | 1         | Juventus            |
| 17         | Ciro Immobile         | 20 lutego 1990       | 48        | 15        | Lazio               |
|            | Moise Kean            | 28 lutego 2000       | 8         | 2         | Juventus            |
|            | Francesco Caputo      | 6 sierpnia 1987      | 1         | 0         | Sassuolo            |
|            | Stephan El Shaarawy   | 27 października 1992 | 25        | 3         | Shanghai Shenhua    |
|            | Kevin Lasagna         | 10 sierpnia 1992     | 5         | 0         | Udinese             |
|            | Riccardo Orsolini     | 24 stycznia 1997     | 1         | 1         | Bologna             |
| 11         | Domenico Berardi      | 1 sierpnia 1994      | 7         | 4         | Sassuolo            |
|            | Stefano Okaka         | 9 sierpnia 1989      | 1         | 0         | Udinese             |
|            | Matteo Politano       | 3 sierpnia 1993      | 1         | 2         | SSC Napoli          |
| 22         | Giacomo Raspadori     | 18 lutego 2000       | 1         | 0         | Sassuolo            |

## Rekordy

### Najwięcej występów

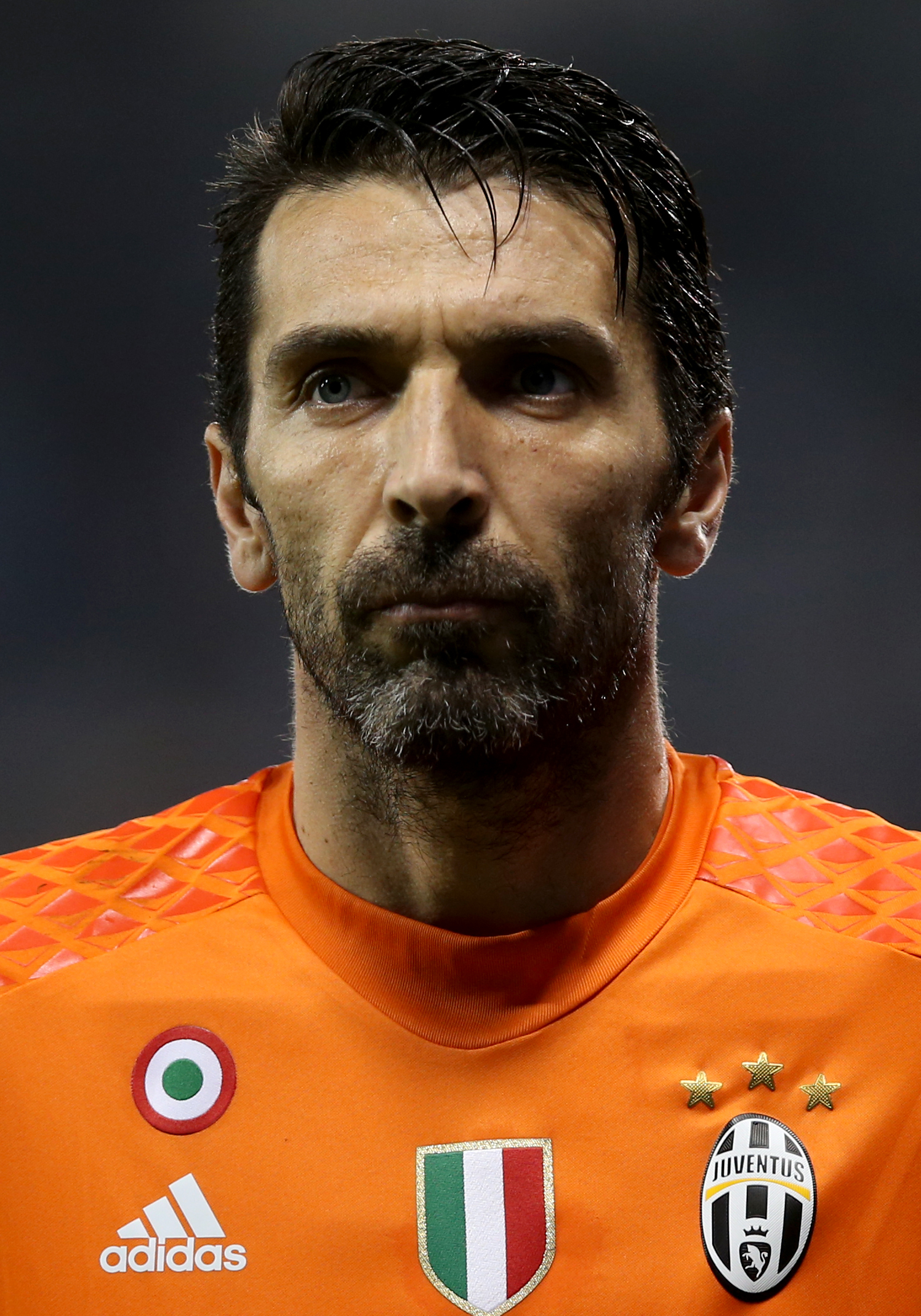
Gianluigi Buffon jest rekordzistą pod względem występów reprezentacji Włoch z 176 meczami

Lista zawodników z największą liczbą oficjalnych meczów dla seniorskiej reprezentacji Włoch (według stanu z 18 czerwca po meczu z Holandią). Pogrubiono zawodników obecnie występujących dla drużyny narodowej.
| Lp. | Zawodnik           | Lata      | Mecze | Gole |
| --- | ------------------ | --------- | ----- | ---- |
| 1.  | Gianluigi Buffon   | 1997–2018 | 176   | 0    |
| 2.  | Fabio Cannavaro    | 1997–2010 | 136   | 2    |
| 3.  | Paolo Maldini      | 1988–2002 | 126   | 7    |
| 4.  | Leonardo Bonucci   | 2010–     | 121   | 8    |
| 5.  | Giorgio Chiellini  | 2004–2022 | 117   | 8    |
| 5.  | Daniele De Rossi   | 2004–2017 | 117   | 21   |
| 7.  | Andrea Pirlo       | 2002–2015 | 116   | 13   |
| 8.  | Dino Zoff          | 1968–1983 | 112   | 0    |
| 9.  | Gianluca Zambrotta | 1999–2010 | 98    | 2    |
| 10. | Giacinto Facchetti | 1963–1977 | 94    | 3    |

### Najlepsi strzelcy
Lista zawodników z największą liczbą zdobytych bramek we włoskiej reprezentacji seniorksiej w oficjalnych spotkaniach (wg stanu z 18 czerwca 2023 po meczu z Holandią). Pogrubiono zawodników obecnie występujących dla drużyny narodowej.

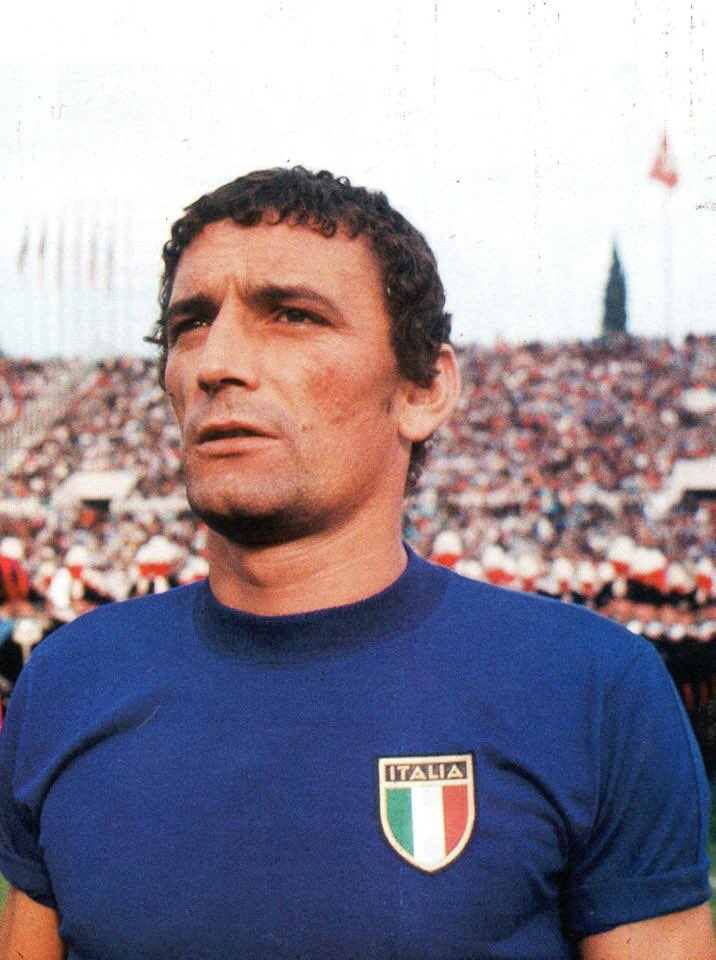
Luigi Riva – najlepszy strzelec w historii reprezentacji Włoch

| Lp. | Zawodnik             | Lata      | Gole | Mecze | Średnia |
| --- | -------------------- | --------- | ---- | ----- | ------- |
| 1.  | Luigi Riva           | 1965–1974 | 35   | 42    | 0,83    |
| 2.  | Giuseppe Meazza      | 1930–1939 | 33   | 53    | 0,62    |
| 3.  | Silvio Piola         | 1935–1952 | 30   | 34    | 0,88    |
| 4.  | Roberto Baggio       | 1988–2004 | 27   | 56    | 0,48    |
| 4.  | Alessandro Del Piero | 1995–2008 | 27   | 91    | 0,33    |
| 6.  | Adolfo Baloncieri    | 1920–1930 | 25   | 47    | 0,53    |
| 6.  | Filippo Inzaghi      | 1997–2007 | 25   | 57    | 0,44    |
| 6.  | Alessandro Altobelli | 1980–1988 | 25   | 61    | 0,41    |
| 9.  | Christian Vieri      | 1997–2005 | 23   | 49    | 0,47    |
| 9.  | Francesco Graziani   | 1975–1983 | 23   | 64    | 0,36    |